# 300 mucche per una via di fuga
300 mucche per una via di fuga è un racconto lungo che fa parte della saga Mukka Emma. Esso è il primo libro della serie, scritto dall'autore italiano Peter Coolback, e pubblicato da Giunti Junior.

## Trama
Il signor Oswald, nuovo ospite del Mira Mukka, è rimasto a piedi con l'automobile, ed in seguito gli è stata derubata. Mukka Emma deve risolvere il mistero assieme ai suoi amici.
Dopo finiranno in una caverna, dove scopriranno che i responsabili sono una banda di ladri criminali. I colpevoli finiranno in prigione.